# Hypnum subimponens
Hypnum subimponens là một loài Rêu trong họ Hypnaceae. Loài này được Lesq. mô tả khoa học đầu tiên năm 1865.